# O Agente Secreto
O Agente Secreto (Engels: The Secret Agent) is een Braziliaans-Franse dramafilm uit 2025, geschreven en geregisseerd door Kleber Mendonça Filho. De hoofdrollen worden vertolkt door Wagner Moura, Udo Kier, Gabriel Leone en Maria Fernanda Cândido.

## Verhaal
In 1977, tijdens de laatste jaren van de militaire dictatuur in Brazilië, keert Marcelo, een 40-jarige leraar, op de vlucht voor zijn mysterieuze verleden, terug naar Recife op zoek naar rust. Al snel beseft hij dat de stad verre van de toevlucht is die hij zoekt.

## Rolverdeling
| Acteur                 | Personage     |
| ---------------------- | ------------- |
| Wagner Moura           | Marcelo       |
| Udo Kier               | Hans          |
| Gabriel Leone          | Bobbi         |
| Maria Fernanda Cândido | Elza          |
| Carlos Francisco       | Seu Alexandre |
| Robério Diogenes       | Euclides      |
| Igor Araújo Falcão     | Sergio        |
| Laura Lufési           | Flavia        |
| Roney Villela          | Augusto       |
| Alice Carvalho         | Fatima        |
| Hermila Guedes         | Claudia       |
| Martins Italo          | Arlindo       |
| Kaiony Venãncio        | Vilmar        |

## Productie
De regie is in handen van Kleber Mendonça Filho, die het scenario over een periode van drie jaar schreef. De film wordt geproduceerd door CinemaScópio en MK Productions. Het is de eerste Portugeestalige productie van Wagner Moura in acht jaar. Voor de Duitse acteur Udo Kier is het de tweede samenwerking met Mendonça na Bacurau (2019).

### Filmopnames
De filmopnmames die tien weken duurden, eindigden in augustus 2024. Er werd gefilmd in Brazilië, tussen Recife en São Paulo.

## Release en ontvangst
O Agente Secreto ging 18 mei 2025 in première gaan op het Filmfestival van Cannes in de competitie voor de Gouden Palm. De film won de prijs voor beste regisseur en beste acteur (Wagner Moura).

## Prijzen en nominaties
De belangrijkste:
| Jaar | Prijs                   | Categorie       | Genomineerde(n)       | Uitslag     |
| ---- | ----------------------- | --------------- | --------------------- | ----------- |
| 2025 | Filmfestival van Cannes | Gouden Palm     | Kleber Mendonça Filho | Genomineerd |
| 2025 | Filmfestival van Cannes | Beste regisseur | Kleber Mendonça Filho | Gewonnen    |
| 2025 | Filmfestival van Cannes | Beste acteur    | Wagner Moura          | Gewonnen    |
| 2025 | Filmfestival van Cannes | FIPRESCI-prijs  | Kleber Mendonça Filho | Gewonnen    |